# SNCV Groupe du Centre
Ne doit pas être confondu avec Réseau du Centre.
 (décembre 2019).
Le tramway du Centre est un ancien réseau de tramway exploité par la Société nationale des chemins de fer vicinaux (SNCV) dans la province de Hainaut en Belgique. Le réseau était construit à voie métrique.

## Lignes
- 10 Anderlues - Thuin ;
- 11 Strépy-Bracquegnies - Fontaine-l'Évêque ;
- 30 Anderlues - Strépy-Bracquegnies ;
- 32 Familleureux - Manage ;
- 33/35 Boucle de Manage ;
- 34 Carnières - Le Rœulx ;
- 36 Binche - La Louvière ;
- 37 La Louvière - Strépy-Bracquegnies ;
- 38 Estinnes-au-Mont - Péronnes-lez-Binche ;
- 39 La Croyère - Manage ;
- 40 Strépy-Bracquegnies - Trivières ;
- 450 Binche - Bersillies-l'Abbaye / Montignies-Saint-Christophe.

## Matériel roulant

### Automotrices électriques
- Type BLC ;
- Type PCC ;
- Type S ;
- Type Standard et Standard unidirectionnel.